# Wake megye
Wake megye az Amerikai Egyesült Államokban, azon belül Észak-Karolina államban található. Megyeszékhelye és legnagyobb városa Raleigh. Lakosainak száma 1 129 410 fő (2020. április 1.). Wake megye Granville, Harnett, Franklin, Nash, Johnston, Durham és Chatham megyékkel határos.

## Népesség
A megye népességének változása:
| Lakosok száma | 906 944 | 929 070 | 952 143 | 974 289 | 1 024 198 | 1 129 410 |
|               | 2010    | 2011    | 2012    | 2013    | 2015      | 2020      |